# Adolfo de Oliveira Portela
Adolfo de Oliveira Portela foi um político brasileiro do estado de Minas Gerais. Foi eleito deputado estadual em Minas Gerais pelo PSD para o mandato de 1947 a 1951 (1ª Legislatura) e para o mandato de 1951 a 1955 (2ª Legislatura). Durante a 2ª Legislatura foi substituído pelo deputado João de Almeida no período de 13/10 a 11/12/1953 e a partir de 6/12/1954, quando renunciou, para tomar posse como Juiz do Tribunal de Contas do Estado de Minas Gerais.